# Havířov
Havířov là một thành phố thuộc vùng Moravia-Silesia của Cộng hòa Séc. Thành phố có tổng diện tích 32 km². Theo điều tra năm 2009 là 83.233 người, là thành phố lớn thứ nhì trong vùng.